# Sensilloherpia
Sensilloherpia is een geslacht van wormmollusken uit de  familie van de Simrothiellidae.

## Soort
- Sensilloherpia pholidota Salvini-Plawen, 2008